# Persone di nome Madeleine
| Questa pagina contiene informazioni ricavate automaticamente dalle voci biografiche con l'ausilio del template Bio e di un bot. L'aggiornamento è periodico e automatico e ricostruisce completamente la pagina. Se manca una persona in questa lista, sei pregato di non aggiungerla, ma accertati piuttosto che la sua voce biografica contenga il template Bio e che i dati anagrafici siano correttamente compilati. Se il template Bio manca, inseriscilo tu stesso o, in alternativa, metti l'avviso {{tmp\|Bio}} che ne segnala la mancanza. Se i dati riportati sono sbagliati, correggi direttamente la voce biografica; le modifiche saranno visibili in questa lista entro pochi giorni. Per chiarimenti vedi il progetto antroponimi. La lista contiene solo le 74 persone che sono citate nell'enciclopedia e per le quali è stato implementato correttamente il template Bio. Pagina aggiornata al 22 lug 2025. |

Questa è una lista di persone presenti nell'enciclopedia che hanno il nome Madeleine, suddivise per attività principale.

## Attrici(18)
- Madeleine Arthur, attrice canadese (Vancouver, n. 1997)
- Madeleine Carroll, attrice britannica (West Bromwich, n. 1906 - Marbella, † 1987)
- Madeleine Collinson, attrice e modella maltese (Msida, n. 1952 - Msida, † 2014)
- Maddie Corman, attrice statunitense (New York, n. 1970)
- Madeleine Fischer, attrice svizzera (Romanshorn, n. 1935 - Gubbio, † 2020)
- Madeleine Fromet, attrice francese (Chauny, n. 1900 - Bordeaux, † 1983)
- Madeleine Guitty, attrice francese (Corbeil-Essonnes, n. 1870 - Parigi, † 1936)
- Madeleine Harris, attrice britannica (Londra, n. 2001)
- Madeleine LeBeau, attrice francese (Bourg-la-Reine, n. 1923 - Estepona, † 2016)
- Madeleine Madden, attrice australiana (Sydney, n. 1997)
- Madeleine Mantock, attrice britannica (Nottingham, n. 1990)
- Madeleine Martin, attrice statunitense (New York, n. 1993)
- Madeleine Ozeray, attrice belga (Bouillon, n. 1908 - Parigi, † 1989)
- Madeleine Robinson, attrice francese (Parigi, n. 1917 - Losanna, † 2004)
- Madeleine Sami, attrice, comica e regista neozelandese (Auckland, n. 1980)
- Madeleine Sherwood, attrice e attivista canadese (Montréal, n. 1922 - Lac Cornu, † 2016)
- Madeleine Sologne, attrice francese (La Ferté-Imbault, n. 1912 - Vierzon, † 1995)
- Madeleine Stowe, attrice statunitense (Los Angeles, n. 1958)

## Attrici teatrali(2)
- Madeleine Béjart, attrice teatrale francese (Parigi, n. 1618 - Parigi, † 1672)
- Ethelie Madeleine Brohan, attrice teatrale francese (Parigi, n. 1833 - Parigi, † 1900)

## Calciatrici(3)
- Madeleine Boll, ex calciatrice svizzera (n. 1953)
- Maddy Cusack, calciatrice inglese (Nottingham, n. 1995 - Horsley, † 2023)
- Madeleine Ngono Mani, calciatrice camerunese (Mvaa, n. 1983)

## Cantanti(1)
- Madeleine Grey, cantante e soprano francese (Villaines-la-Juhel, n. 1896 - Parigi, † 1979)

## Cantautrici(1)
- Madeleine Peyroux, cantautrice statunitense (Athens, n. 1974)

## Cestiste(4)
- Madeleine Cator, cestista francese (Parigi, n. 1934 - Clichy, † 2004)
- Madeleine D'Engremont, ex cestista francese (Argenteuil, n. 1949)
- Madeleine Garrick, cestista australiana (Shepparton, n. 1992)
- Mado Supt, cestista francese (Romans-sur-Isère, n. 1934 - Saint-Genis-Laval, † 2006)

## Danzatrici(1)
- Madeleine Lafon, danzatrice francese (Parigi, n. 1924 - Parigi, † 1967)

## Doppiatrici(1)
- Maddie Blaustein, doppiatrice statunitense (Long Island, n. 1960 - Jersey City, † 2008)

## Giocatrici di curling(1)
- Madeleine Dupont, giocatrice di curling danese (Glostrup, n. 1987)

## Golfiste(1)
- Madeleine Fournier-Sarlovèze, golfista francese (Senlis, n. 1873 - Compiègne, † 1962)

## Indologhe(1)
- Madeleine Biardeau, indologa e storica delle religioni francese (Niort, n. 1922 - Cherveux, † 2010)

## Infermiere(1)
- Madeleine Leininger, infermiera statunitense (Sutton, n. 1925 - Omaha, † 2012)

## Judoka(1)
- Madeleine Malonga, judoka francese (Soisy-sous-Montmorency, n. 1993)

## Medici(1)
- Madeleine Brès, medico francese (Bouillargues, n. 1842 - Montrouge, † 1921)

## Mistiche(1)
- Madeleine Delbrêl, mistica e poetessa francese (Mussidan, n. 1904 - Ivry-sur-Seine, † 1964)

## Modelle(3)
- Aïcha Goblet, modella, attrice teatrale e danzatrice francese (Renescure, n. 1894 - Parigi, † 1972)
- Madeleine, modella francese (Guadalupa)
- Madeleine Mourgues, modella francese (Albas, n. 1906 - Cahors, † 2000)

## Nobildonne(1)
- Madeleine Amelie Bisaillon, nobildonna francese (n. 1425)

## Pallavoliste(1)
- Madeleine Gates, pallavolista statunitense (Laguna Hills, n. 1998)

## Pianiste(1)
- Magdeleine Boucherit Le Faure, pianista e compositrice francese (Morlaix, n. 1879 - Clichy, † 1960)

## Pittrici(2)
- Madeleine Boullogne, pittrice francese (Parigi, n. 1646 - Parigi, † 1710)
- Madeleine Lemaire, pittrice francese (Les Arcs, n. 1845 - Parigi, † 1928)

## Poetesse(1)
- Madeleine Riffaud, poetessa, giornalista e partigiana francese (Arvillers, n. 1924 - Parigi, † 2024)

## Politiche(4)
- Madeleine Albright, politica e diplomatica statunitense (Praga, n. 1937 - Washington, † 2022)
- Madeleine Bordallo, politica e personaggio televisivo statunitense (Graceville, n. 1933)
- Madeleine Dean, politica statunitense (Glenside, n. 1959)
- Madeleine Kunin, politica tedesca (Zurigo, n. 1933)

## Schermitrici(1)
- Madeleine Philion, ex schermitrice canadese (Gatineau, n. 1963)

## Sciatrici alpine(7)
- Madeleine Berthod, ex sciatrice alpina svizzera (Château-d'Œx, n. 1931)
- Madeleine Bochatay, ex sciatrice alpina francese (Saint-Gervais, n. 1944)
- Madeleine Chirat, ex sciatrice alpina francese (Vénissieux, n. 1998)
- Madeleine Felli, ex sciatrice alpina svizzera (n. 1945)
- Madeleine Jelly, ex sciatrice alpina svizzera (n. 1945)
- Madeleine Sylvester-Davik, sciatrice alpina norvegese (n. 2005)
- Madeleine Wuilloud, ex sciatrice alpina svizzera (Friburgo, n. 1946)

## Scrittrici(8)
- Madeleine Bourdouxhe, scrittrice belga (Liegi, n. 1906 - Bruxelles, † 1996)
- Madeleine L'Engle, scrittrice statunitense (New York, n. 1918 - Litchfield, † 2007)
- Madeleine Ouellette-Michalska, scrittrice canadese (Saint-Alexandre-de-Kamouraska, n. 1930)
- Madeleine de Souvré de Sablé, scrittrice francese (Courtenvaux, n. 1599 - Parigi, † 1678)
- Madeleine de Scudéry, scrittrice francese (Le Havre, n. 1607 - Parigi, † 1701)
- Madeleine St John, scrittrice australiana (Sydney, n. 1941 - Londra, † 2006)
- Madeleine Thien, scrittrice canadese (Vancouver, n. 1974)
- Madeleine Zillhardt, scrittrice e pittrice francese (San Quintino, n. 1863 - Neuilly-sur-Seine, † 1950)

## Scultrici(1)
- Madeleine Charnaux, scultrice e aviatrice francese (Vichy, n. 1902 - Vichy, † 1943)

## Slittiniste(1)
- Madeleine Egle, slittinista austriaca (Hall in Tirol, n. 1998)

## Socialite(1)
- Madeleine Astor, socialite statunitense (Brooklyn, n. 1893 - Palm Beach, † 1940)

## Soprani(1)
- Mado Robin, soprano francese (Yzeures-sur-Creuse, n. 1918 - Parigi, † 1960)

## Stiliste(1)
- Madeleine Vionnet, stilista francese (Chilleurs-aux-Bois, n. 1876 - Parigi, † 1975)

## Tuffatrici(1)
- Madeleine Barnett, tuffatrice australiana (n. 1946)

## Senza attività specificata(1)
- Maddalena de La Tour d'Auvergne (Alvernia, n. 1498 - Firenze, † 1519)